# Endoceratidae
Endoceratidae — семейство вымерших гигантских головоногих моллюсков. Известны с ордовика по каменноугольный период. Их окаменелости найдены на территории Евразии и Северной Америки. Они включают в себя крупнейших известных палеозойских беспозвоночных, представленных Endoceras и Cameroceras.

## Описание
Endoceratidae характеризуются крупными, как правило, вентральными сифонами с простыми эндоконами, у которых отсутствуют более сложные структуры, связанные с Proterocameroceratidae и их потомками. Эндоконы, известковые конусообразные отложения, характерные для Endocerida, образуются в апикальной части сифона, где они уравновешивали вес животного в камере тела на противоположном конце. Это помогало обеспечить горизонтальную ориентацию, пока животное было живо. Септальные шейки голохоантитные, достигающие предыдущей септы, а иногда и дальше, как макрохоантитные. Соединительные кольца, которые могут быть умеренно тонкими, образуют выстилку на внутренней стороне шейки. У некоторых форм, таких как Nanno и Chazyoceras, сифон вздут на вершине, чтобы исключить наличие соседних камер. У других, таких как Cameroceras и Vaginoceras, сифон трубчатый, с камерами, образованными рядом с самого начала. Таксономическое значение любого из них не определено, за исключением того, что используется для определения конкретного рода.

## Происхождение
Endoceratidae произошли от нижнеордовикских Piloceratidae по Руссо Флауэру, которые имели похожие простые по структуре сифоны, хотя они могут напоминать протерокамероцератид в общей форме. Соответственно, Флауэр включил Endoceratdae и Piloceratidae, вместе с Cyrtendoceratidae, в подотряд Endoceratina.

## Роды
1. †Allocotoceras Teichert and Glenister 1953
2. †Anthoceras Teichert and Glenister 1954
3. †Cameroceras Conrad 1842
4. †Changkiuoceras Shimizu and Obata 1935
5. †Chisiloceras Gortani 1934
6. †Cyclendoceras Grabau and Shimer 1910
7. †Dideroceras Flower 1950
8. †Endoceras Ha 1847
9. †Foerstellites Kobayashi 1940
10. †Hemipiloceras Shimizu and Obata
11. †Ignoceras
12. †Kailuanoceras Obata 1940
13. †Kaipingoceras Shimizu and Obata 1937
14. †Kiotoceras
15. †Kotoceras Kobayashi 1934
16. †Kutorgoceras Balashov 1962
17. †Lamottoceras Flower 1955
18. †Linchengoceras Obata 1940
19. †Liskeardia Wilson 1939
20. †Najaceras
21. †Nanno Clarke 1894
22. †Neokaipingoceras Obata 1940
23. †Palaeocyclendoceras Balashov 1968
24. †Paleocyclendoceras Balashov 1968
25. †Paravaginoceras Kobayashi 1934
26. †Protocyclendoceras
27. †Suecoceras Holm 1896
28. †Tasmanoceras Teichert and Glenister 1952
29. †Triendoceras Flower 1958
30. †Trifurcatoceras Obata 1940
31. †Vaginoceras Hyatt 1884
32. †Vaningenoceras Flower 1958
33. †Ventrolobendoceras Balashov 1968